# Monesma i Queixigar
Monesma i Queixigar és un municipi de la Baixa Ribagorça aragonesa, a la Franja de Ponent. Creat l'any 1970, quan l'antic municipi de Monesma va ser annexat per Queixigar, llevat de Sant Esteve del Mall, la part septentrional, que va ser afegit al de l'Isàvena.
L'antic terme de Monesma és accidentat sobretot per les serres de Palleroa, que arriba a 1.129 metres, i la de Giró, que aplega als 1.105 metres. Monesma s'estén a la divisòria de les aigües de la Noguera Ribagorçana i del riu de Queixigar. La Torre, una caseria del municipi de Monesma, entrà a formar part del nou municipi, així com Noguero, Puiol, Colatxoa, Giró, Sant Antoni i Soliveta. També formaven part de Monesma l'Abadia, cap de l'antic municipi, situat a 1.058 metres d'altitud i les Cases de Pericó.
Queixigar és aturonat, i està a la divisòria d'aigües del riu de Queixigar i del barranc de Fornó.
El terme és de parla catalana.
L'economia està basada en l'agricultura: cereals i oliveres; i ramaderia, sobretot el bestiar oví.

## Llocs d'interés
- Santuari de Palleroa.[11]